# تشارلز بولك
تشارلز بولك (بالإنجليزية: Charles Polk, Jr.) (و. 1788 – 1857 م) هو سياسي من الولايات المتحدة الأمريكية ولد في بريدجفيل.
وهو عضو في الحزب الفيدرالي الأمريكي .